# Dacian (prefect)
Dacian a fost prefectul Galiei în timpul domniei împăraților Dioclețian și Maximian și și-a desfășurat activitatea, de asemenea, în Hispania Tarraconensis sau Hispania Carthaginensis în aceeași perioadă. El a cauzat martiriul mai multor creștini, printre care Sfânta Fides (Santa Fe) și sfinții Caprasiu din Agen și Vincențiu din Zaragoza.
În Legenda aurea a lui Jacobus de Voragine, arhiepiscop romano-catolic din Genova în secolul al XIII-lea, se spune că moartea martirică a Sfântului Gheorghe a avut loc în jurul anului 287 și s-ar fi datorat prefectului Dacian sau Dacianus.